# İpsala
İpsala è un comune turco, centro dell'omonimo distretto della provincia di Edirne. È uno dei principali valichi di frontiera tra la Turchia e la Grecia.

## Geografia
İpsala è situata sulla sponda sinistra del fiume Meriç, che segna il confine tra la Grecia e la Turchia. Fa parte della regione storica della Tracia orientale ed è situata a 116 km a sud del capoluogo provinciale Edirne ed a 255 km ad est di Istanbul.

## Storia
Si tratta dell'antica città tracia di Cypsella (Κυψέλη in greco antico), attraverso la quale Lucio Cornelio Silla marciò per incontrarsi con Mitridate VI del Ponto al termine della prima guerra mitridatica nell'85 a.C.. Dopo la conquista romana la città fu inclusa dentro i confini della provincia del Rodope.